# Pomo
Pomo – rdzenni mieszkańcy Kalifornii, Indianie Ameryki Północnej. Historyczne terytorium Pomo w północnej Kalifornii było duże, od wybrzeża Pacyfiku przez Hrabstwo Lake, do Cleone i przylądka Duncans Point. Mała grupa Pomo w Colusa oddzielona była od rdzennego obszaru Pomo przez ziemie zamieszkane przez plemiona Yuki i Wintuan. Część plemion Pomo została uznana przez władze federalne.